# Trận Đồng Đăng (1979)
Trận Đồng Đăng là trận chiến mở màn cho Chiến tranh biên giới phía Bắc giữa Giải phóng quân Nhân dân Trung Quốc và Quân đội Nhân dân Việt Nam. Chiến sự diễn ra từ ngày 17 tháng 2 đến ngày 23 tháng 2 năm 1979, chủ yếu ở thị trấn Đồng Đăng và các vùng phụ cận.

## Diễn biến
5 giờ sáng ngày 17 tháng 2 năm 1979, Giải phóng quân Nhân dân Trung Quốc bắt đầu nổ súng tấn công vào lãnh thổ Việt Nam. Với sự hỗ trợ của hơn 6.000 quả đạn pháo, pháo binh Trung Quốc đã bắn dồn dập vào pháo đài Đồng Đăng và nhiều điểm trọng yếu khác do Việt Nam nắm giữ. Suốt một đêm trước đó, những người Trung Quốc và những toán binh sĩ của họ đã trà trộn vào lãnh thổ Việt Nam, cắt đường dây liên lạc, âm mưu phá hoại nhằm mở đường cho bộ binh Trung Quốc tấm công. Quân đoàn 55 Giải phóng quân Trung Quốc nhanh chóng tràn ngập cao điểm 386 (sâu 1,5 km trong biên giới Việt Nam), giết chết 118 lính Việt Nam. Mặc dù chiến sự vẫn diễn ra ác liệt tại Cửa khẩu Hữu Nghị và nhiều nơi ở Đồng Đăng, nhưng phần lớn lực lượng phòng thủ của Quân đội Nhân dân Việt Nam sau đó vẫn được Trung đoàn 12 đảm nhiệm ở phía nam và xung quanh cụm chốt Thâm Mô. Cụm chốt này tọa lạc trên một ngọn đồi thấp, gần nơi giao nhau giữa quốc lộ 4A, quốc lộ 1B và Đường sắt Lạng Sơn-Nam Ninh, với hai cao điểm 423 và 505 ở phía đông và cao điểm 339 ở phía tây. Trung đoàn 12 đóng quân ở cao điểm 438, cách cao điểm 339 1 km về phía tây. Ở giữa cụm chốt Thâm Mô và cao điểm 339, tọa lạc trên một ngọn đồi về phía nam của thị trấn là một pháo đài cũ kiên cố 1,5 mét bê tông từ thời Thực dân Pháp. Pháo đài này, cùng với cụm chốt Thâm Mô và cao điểm 339, tạo thành phòng tuyến hình tam giác vững chãi, có khả năng yểm trợ hỏa lực tốt để ngăn chặn quân đối phương tiến vào Đồng Đăng.
Sau khi chiếm cao điểm 386, Giải phóng quân Trung Quốc lên kế hoạch chiếm Đồng Đăng, cụm cứ điểm Thâm Mô và các cao điểm 339, 423 và 505. Cuộc tấn công được hỗ trợ bởi nhiều toán nhỏ xe tăng trên quốc lộ 4A. Quân Trung Quốc bước đầu thiệt hại lớn khi sư đoàn 163 mất phân nửa số xe tăng đi theo yểm trợ. Đáp lại, quân Trung Quốc mở hai mũi công phá vào sườn đồi của cụm cứ điểm Thâm Mô, một mũi tiến công về hướng đông, trong làng Thâm Lũng được thực hiện bởi đơn vị 33980 quân đoàn 54, mũi còn lại tiến về Cồn Khoang, phía sau cao điểm 339.
Ý đồ di chuyển về Cồn Khoang của quân Trung Quốc đã bị quân Việt Nam phát hiện và phục kích bởi đại đội 63 lúc 9 giờ sáng. Một đại đội khác của quân Việt Nam cũng có mặt hỗ trợ kịp thời nhằm chặn đường rút quân của quân Trung Quốc, dẫn đến một tiểu đoàn quân Trung Quốc bị tiêu diệt. Tại Thâm Lũng, quân Trung Quốc mở nhiều cuộc tấn công lên các cao điểm xung quanh, nhưng trước sự kháng cự quyết liệt của quân Việt Nam, quân Trung Quốc không thể tiến xa. Một ngày sau, Trung đoàn 2 Quân đội Nhân dân Việt Nam đã tổ chức phản công, đẩy lùi các đơn vị quân Trung Quốc về cao điểm 409, 611, và 675. Tình hình giao tranh vẫn diễn ra hết sức căng thẳng sau đó. Đến ngày 23 tháng 2, Giải phóng quân Trung Quốc chia làm sáu đợt tấn công dữ đội vào Phai Môn, một cứ điểm nằm ở phía đông của Thâm Lũng, tuy nhiên chiến thuật không mấy hiệu quả. Cuối cùng, quân Trung Quốc phải mở thêm mười hai đợt tấn công nữa, kéo dài suốt cả ngày mới xuyên thủng được Thâm Lũng.
Còn ở Thâm Mô, quân Trung Quốc liên tục bị đẩy lùi và chịu thương vong lớn. Nhận thấy tình hình không khả quan, các tướng lĩnh Trung Quốc quyết định thay đổi chiến thuật, sử dụng nhiều đơn vị nhỏ, cơ động, móc vào những vị trí hiểm yếu mà quân Việt Nam án ngữ. Sáng ngày 19 tháng 2, quân Trung Quốc mở nhiều đợt tấn công vào phòng tuyến Thâm Mô, giao một đại đội tấn công pháo đài Đồng Đăng, hai tiểu đoàn, một tấn công Thâm Mô và một tấn công cao điểm 339. Ngày 21 tháng 2, sau khi củng cố lực lượng, quân Trung Quốc tiếp tục tấn công pháo đài Đồng Đăng, và sau bốn tiếng giao tranh, họ đã chiếm được phần lớn pháo đài. Yêu cầu đầu hàng bất thành, Giải phóng quân Trung Quốc quyết định dùng bộc phá giật sập cửa hầm, dùng lựu đạn cay thả xuống các lỗ thông hơi, sau đó đổ xăng xuống hầm rồi phóng hỏa, giết chết 800 quân Việt Nam và nhiều dân thường trốn bên trong. 20 giờ ngày 22 tháng 2, sư đoàn 163 Giải phóng quân Trung Quốc chiến được Thâm Mô.
Một đồng đội của Nguyễn Duy Thực, cựu binh Việt Nam thời Chiến tranh biên giới nói rằng ông "chứng kiến phía sau đám lính là một đội dân binh rất đông di chuyển theo để hỗ trợ. Chúng là đội quân ô hợp hôi của. Chúng vào nhà dân bắt gà, bắt lợn chọc tiết, xuống cả ao bắt cá... Đám quân ô hợp ấy đặt bộc phá giật đổ nhà cửa dân cư. Trên đường tìm về pháo đài, người đồng đội ấy đã tiêu diệt thêm mấy tên lính Trung Quốc. Khi chạy qua đám xác chết, ông còn gặp một tên chết trong tư thế hai tay còn ôm chặt bao khoai lang."
Ngày 23 tháng 2, Giải phóng quân Trung Quốc chiếm được thị trấn Đồng Đăng.

## Trong văn học, nghệ thuật
Một bộ phim của đạo diễn Vũ Hải Ninh có tên "Đất Mẹ", phản ánh diễn biến khốc liệt của cuộc chiến đồng thời khơi dậy tinh thần dân tộc của người Việt Nam.